# Camaralet de Lasseube
Le camaralet de Lasseube B est un cépage de France de raisins blancs.

## Origine et répartition géographique
Le cépage est un cépage originaire du vignoble du Béarn. Il porte le nom de Lasseube, commune des Pyrénées-Atlantiques.
Le camaralet de Lasseube fait partie de l'encépagement du Béarn et du Vignoble du Jurançon. Il est très peu cultivé (0,26 hectare en 2000). Il est souvent vinifié en assemblages avec les cépages petit manseng, gros manseng et lauzet.

## Étymologie et synonymie
En gascon, La seube (seuve, syva) signifie forêt.
Le camaralet de Lasseube est aussi connu sous les noms de camaralet, camaralet à fleurs femelles et petit camarau.

## Caractères ampélographiques
- Extrémité du jeune rameau à forte densité de poils couchés.
- Jeune feuilles duveteuses, jaunâtres, à plages bronzées
- Feuilles adultes à 5 lobes avec un sinus pétiolaire en lyre ouverte, sinus latéraux profonds, ouverts, à fond en U avec souvent une dent au fond, une pigmentation anthocyanique des nervures nulles, dents ogivales étroites, un limbe plan et duveteux en pelote à la face inférieure.

## Aptitudes
- Culturales: Le cépage est vigoureux mais peu productif, parce que le caractère femelle de ce cépage induit des risques élevés de coulure et un rendement irrégulier souvent très limité. La maturité est de deuxième époque tardive : 20 - 25 jours après le chasselas.
- Sensibilité: Les grappes lâches craignent peu la pourriture sauf en surmaturité.
- Technologiques: Les grappes sont petites et les baies sont de taille petite. La grappe est cylindro-conique. Il produit un vin très fin, ample, riche en alcool aux arômes très typés. (cannelle, poivre fenouil)

## Génétique
En matériel certifié, deux clones ont été agréés en 1998 : les clones 1023 et 1024.